# Diocesi di Clonmacnois

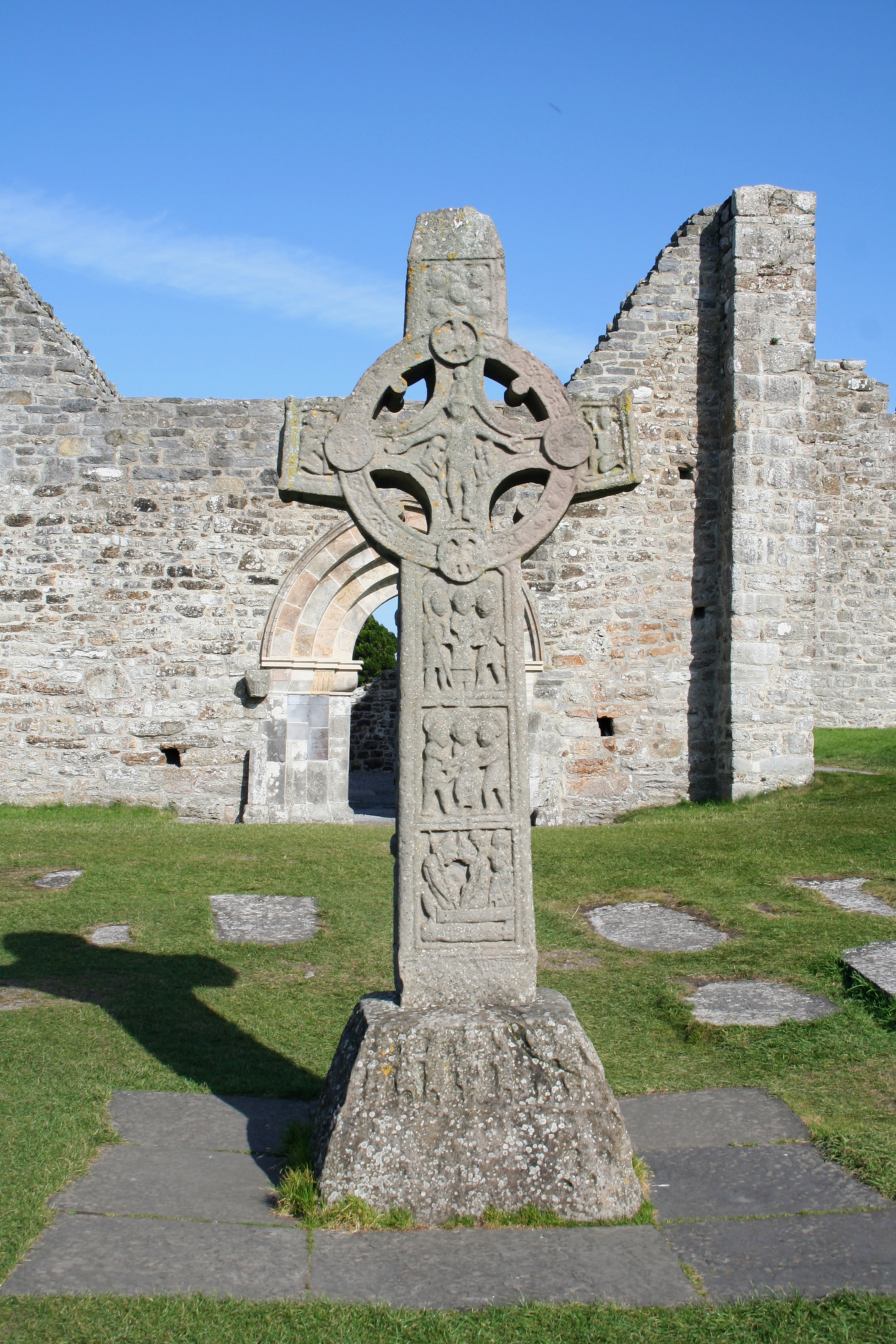
Copia della Croce delle Scritture (Cross of the Scriptures). La croce fu ricavata da un singolo blocco di arenaria intorno al 900: la superficie è stata divisa in due pannelli, che mostrano varie scene della Bibbia come la Crocifissione, il Giudizio universale e Cristo nel sepolcro.

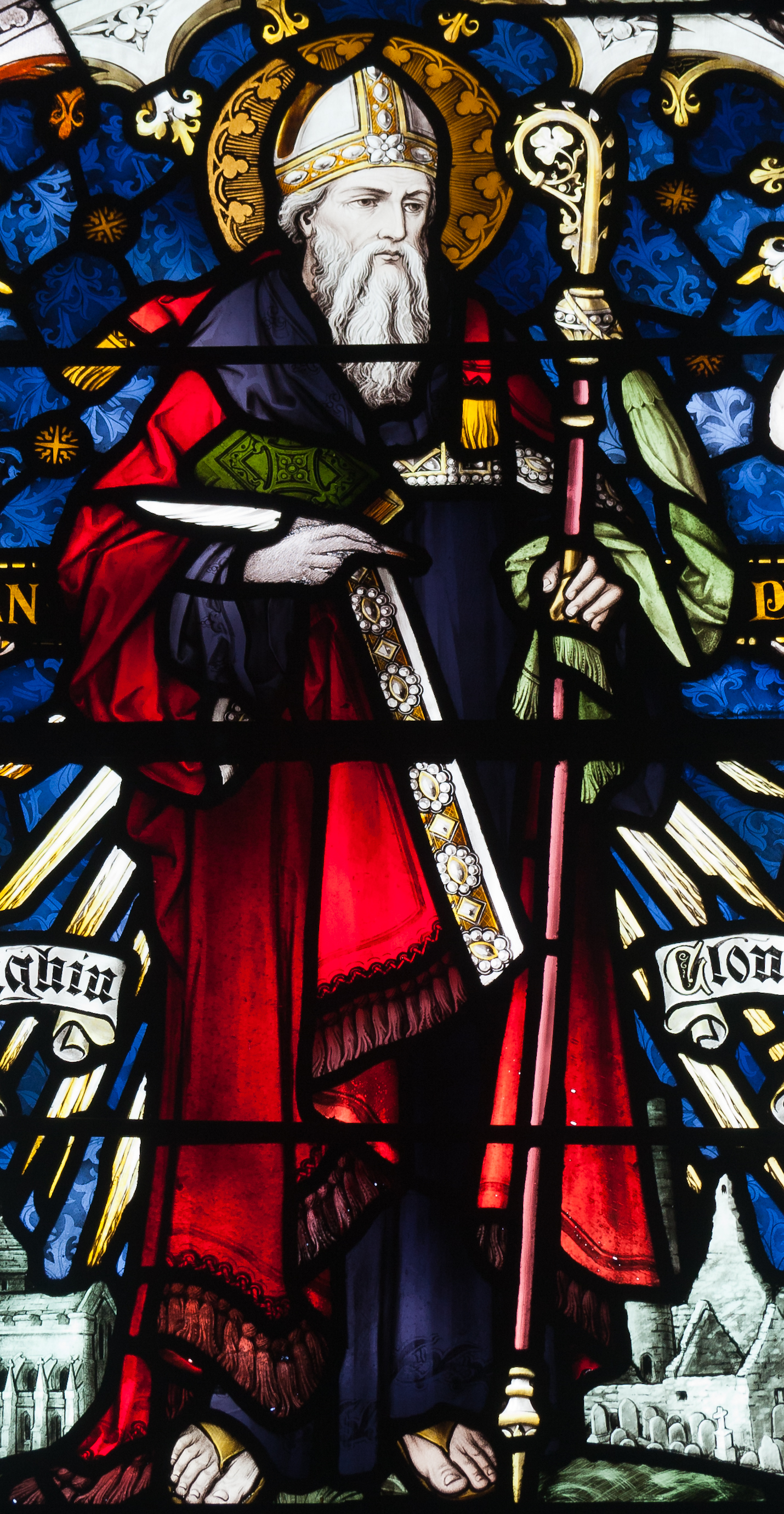
San Ciarán di Clonmacnoise

La diocesi di Clonmacnois (in latino Dioecesis Cluanensis) è una sede soppressa della Chiesa cattolica in Irlanda.

## Storia
La diocesi trae origine dal monastero di Clonmacnois, fondato da san Ciarán, un discepolo di san Finnian, tra il 544 ed il 548. Il monastero era situato sulle rive dello Shannon, nei pressi dell'odierna città di Athlone.
In Irlanda si sviluppò un'organizzazione ecclesiastica unica nel suo genere, che avrà paragoni solo con le contemporanee chiese di Scozia e del Galles, basata non sulle diocesi, come nel continente, ma sui monasteri. Anche il monastero di Clonmacnois ebbe una giurisdizione territoriale, comprensiva di altri monasteri affiliati a cui erano sottoposti anche i fedeli che abitavano nelle terre dipendenti dai monasteri. A capo di questo distretto monastico vi era l'abate, il quale, in virtù della separazione del potere d'ordine dal potere di giurisdizione (peculiarità tipica di questo sistema), non necessariamente era vescovo. A lui spettava il compito di governare i monaci ed i laici affidatigli, e nel caso non fosse vescovo era affiancato da un monaco, a lui subordinato, che veniva consacrato vescovo per le necessità spirituali e liturgiche e per le ordinazioni sacerdotali.
Anche l'abbazia di Clonmacnois divenne una sede episcopale, anche se non tutti i suoi abati erano vescovi. A partire dal XII secolo la chiesa irlandese iniziò un processo di riforma per adattarsi al sistema diocesano vigente sul continente. Clonmacnois non appare nel sinodo di Rathbreasail del 1111, mentre è menzionata nel successivo sinodo di Kells del 1152 tra le diocesi suffraganee dell'arcidiocesi di Tuam.
Il complesso monastico di Clonmacnois, che tra le sue diverse strutture comprendeva ben otto chiese, visse il periodo di maggior prosperità tra l'VIII ed il XII secolo: divenne un rinomato centro di cultura e meta di pellegrinaggi da tutta l'Irlanda; le più importanti personalità dell'isola (re e arcivescovi), ma anche semplici fedeli amavano farsi seppellire nel cimitero del monastero.
La cattedrale primitiva, come testimonia il Chronicon Scotorum, fu costruita nel 909 da Flann Sianna, re di Tara, e dall'abate Colmán. Subì in seguito varie modifiche e divenne luogo privilegiato di sepoltura dei grandi d'Irlanda: tra questi Rory O'Connor, l'ultimo sovrano supremo d'Irlanda, che fu sepolto nei pressi dell'altare nel 1198.
A partire dal XII secolo inizia un periodo di lento, ma inesorabile declino. Attaccato e distrutto decine di volte nel corso di quattro secoli, subì la devastazione finale dopo che anche in Irlanda gli occupanti inglesi imposero la riforma protestante e la messa fuori legge del cattolicesimo. Nel 1552 la guarnigione inglese di stanza ad Ath Luain attaccò il complesso mettendolo a ferro e a fuoco, ma solo dopo averlo completamente spogliato di tutto ciò che si poteva portar via, compresi i mobili, i banchi e le vetrate delle chiese.
Dopo la distruzione del monastero e la sua riduzione in rovina, con un atto del parlamento inglese del 23 febbraio 1568 fu soppressa anche la diocesi, che venne unita con quella di Meath. Benché questa disposizione non avesse alcun valore dal punto di vista ecclesiastico, tuttavia le difficili condizioni della chiesa cattolica in Irlanda dopo il XVI secolo resero difficile, se non impossibile, nominare un vescovo per Clonmacnois; solo quattro furono i vescovi nominati dal 1568 al 1729, di cui l'ultimo fu Stephen MacEgan. Generalmente furono i vescovi di Meath ad amministrare la diocesi durante i lunghi periodi di sede vacante.
Nel 1729 fu decisa l'unione della diocesi di Clonmacnois a quella di Ardagh, povera di rendite. L'unione ebbe effetto dal 1756, quando Augustine Cheevers, vescovo di Ardagh, che amministrava la diocesi di Clonmacnois per conto del vescovo di Meath, fu trasferito alla stessa cattedra di Meath.
Ai vescovi di Ardagh spetta il titolo di vescovi di Clonmacnois, a ricordo dell'antica e gloriosa sede.

## Cronotassi dei vescovi
- San Ciarán † (? - 9 settembre 549 deceduto)
- Tigernach † (? - 4 aprile 550 deceduto)
- Angus † (? - 570 deceduto)
- Baistanus MacCormac † (? - 1º marzo 663 deceduto)
- Maeldarius † (? - 886 deceduto)
- Corprey Crom † (886 - 6 marzo 899 deceduto)
- Colman MacAilild † (? - 7 febbraio 924 deceduto)
- Donagh † (? - 935 deceduto)
- Donagh MacEgarty † (? - 950 deceduto)
- Cormac O'Killeen † (? - 964 deceduto)
- Tuathall † (? - 969 deceduto)
- Dunchad O'Bravin † (? - circa 974 dimesso)
- Moël-Poile † (? - 994 deceduto)
- Flaithbertach MacLoingry † (? - 1038 deceduto)
- Ectigern O'Ergain † (? - 1052 deceduto)
- Ailild O'Harretaigh † (? - 1070 deceduto)
- O'Malone † (? - 1079 deceduto)
- Christian O'Hectigern † (? - 1103 deceduto)
- Moreigh O'Moyledowne † (? - 1105 deceduto)
- Gilla Christian O'Malone † (menzionato nel 1110)
- Dumnald O'Dubhai † (1127 - 1136 o 1137 deceduto)
- Moriertach O'Melider † (prima del 1152 - prima del 1188 dimesso)
- Tigernach O'Malvoin †
- Mureach O'Muirechan † (? - 1213 deceduto)
- Edan O'Mailly † (? - 1220 deceduto)
- Mulrony O'Modein † (1220 - 1230 deceduto)
- Hugh O'Malone † (1230 - 1236 deceduto)
- Elias † (1236 - 1236 dimesso)
- Thomas Fitz-patrick † (18 aprile 1236 - 1252 deceduto)
- Thomas O'Quin, O.F.M. † (26 novembre 1252 - 1279 deceduto)
- Gilbert † (luglio 1281 - 1289 dimesso)
- William O'Duffy, O.F.M. † (1290 - 1297 deceduto)
- William O'Findan † (1298 - circa 1300 deceduto)
- Donald O'Brien, O.F.M. † (4 aprile 1303 - ?)
- Lewis O'Daly † (? - 1337 deceduto)
- Henry, O.P. † (1337 - ? deceduto)
- Simon, O.P. † (11 maggio 1349 - 18 dicembre 1349 nominato vescovo di Derry)
- Richard Braybroke † (1367 - ?)
- Philip † (? - 1388 ? deceduto)
- Milo Corry, O.F.M. † (9 novembre 1389 - ?)
- Philip Nangill † (24 novembre 1397 - 1422 deceduto)
- David Prendergast, O.Cist. † (24 settembre 1423 - ?)
- Cormac MacCoghlan † (10 gennaio 1425 - 1442 o 1444 deceduto)
- John Odalay, O.F.M. † (18 settembre 1444 - ?)
- Robert †
- William † (14 luglio 1458 - ?)
- James † (1480 - 1486 deceduto)
- John † (1486 - ? deceduto)
- Walter Blake † (26 marzo 1487 - maggio 1508)
- Thomas O'Mulally † (1508 - 19 giugno 1514 nominato arcivescovo di Tuam)
- Quintin O'Higgins, O.F.M. † (10 novembre 1516 - 1538 deceduto)
- Richard Hogan, O.F.M. † (16 giugno 1539 - 1539 deceduto)
- Florence Kirwan, O.F.M. † (5 dicembre 1539 - circa 1554 deceduto)
- Peter Wall, O.P. † (4 maggio 1556 - 1568 deceduto)
  - Sede vacante (1568-1585)
- Alan Sullivan † (29 luglio 1585 - ?)
  - Sede vacante (?-1647)
- Anthony MacGeoghegan, O.F.M.Obs. † (11 marzo 1647 - 16 aprile 1657 nominato vescovo di Meath)
  - Sede vacante (1657-1688)
- Gregor Fallon † (17 marzo 1688 - ?)
  - Sede vacante (?-1725)
- Stephen MacEgan, O.P. † (20 settembre 1725 - 26 settembre 1729 nominato vescovo di Meath)
  - Sede soppressa ed unita ad Ardagh